# 小伊夫齊
47°29′3″N 29°25′15″E / 47.48417°N 29.42083°E
馬拉伊夫齊（烏克蘭語：Малаївці）是位於烏克蘭西南部的村莊，由敖德萨州波季利斯克区的奧克尼市鎮負責管轄。該村始建於1840年，面積2.34平方公里，海拔高度95米，2001年人口851，人口密度每平方公里363.68人。